# 2750 Ловійса
2750 Ловійса (2750 Loviisa) — астероїд головного поясу, відкритий 30 грудня 1940 року.
Тіссеранів параметр щодо Юпітера — 3,647.